# Régis Loisel

La sua firma

Régis Loisel (Saint-Maixent-l'École, 4 dicembre 1951) è un disegnatore e fumettista francese.

## Biografia
Loisel è attivo come disegnatore dagli anni settanta, iniziando a collaborare con la rivista Pieds Nickelés. Con Serge Le Tendre, nel 1974 realizza La Quete de l'Oiseau du Temps, ed in seguito, con Patrick Cothias, Capitaine Kergenec.
Negli anni novanta realizza Pyrénée (con Philippe Sternis), Les Fanfreluches (con Christine Oudot) e Les Farfelingues (con Pierre Guilmard).
Ha inoltre collaborato con i Walt Disney Studios per le pellicole Mulan (1998) e Atlantis - L'impero perduto (2001).

## Opere
- Alla ricerca dell'augello del tempo (La Quête de l'oiseau du temps), Dargaud Edito da Alessandro Editore in sette volumi , pubblicato a puntate sul settimanale Skorpio Eurea Editoriale . La storia Velissa " L'Uovo delle Tenebre " è stata pubblicata precedentemente su Gli Albi di Pilot Speciale # 2
- Les Nocturnes. Kesselring, 1978
- Norbert le lézard
- L'OffrandeTrihan, 1984
- Troubles fêtes, Les Humanoïdes Associés, 1989
- Peter Pan, Casterman, 1990 Edito da Magic Press in tre volumi, ripubblicato in un volume unico da Edizioni BD con due copertine e formati diversi. Da settembre 2015 pubblicato in due volumi su Cosmo Serie Nera
- La Dernière goutte..., 1993
- L'Ami Javin
- Pyrénée
- Les Fanfreluches
- Les Farfelingues
- Magasin général , Casterman Edito in tre volumi da Lizard e pubblicato sul settimanale Lanciostory Aurea Editoriale

## Riconoscimenti
Nel corso della sua carriera, Loisel ha ricevuto:
- 1986: Lucien Award al Festival international de la bande dessinée d'Angoulême
- 1992: Audience Award al Festival international de la bande dessinée d'Angoulême
- 1995: Audience Award al Festival international de la bande dessinée d'Angoulême
- 2000: nomination come Best German-language Comic for Children and Young People al Max & Moritz Prizes
- 2002: nomination come Best German-language Comic for Children and Young People alMax & Moritz Prizes
- 2003: nomination per l'Audience Award al Festival international de la bande dessinée d'Angoulême
- 2003: Grand Prix de la ville d'Angoulême al Festival international de la bande dessinée d'Angoulême[1]
- 2007: nomination per il Grand Prix, per il 'Best French language comic and for best artwork al Prix Saint-Michel di Bruxelles[2]